# Orcas de Eden (Austrália)

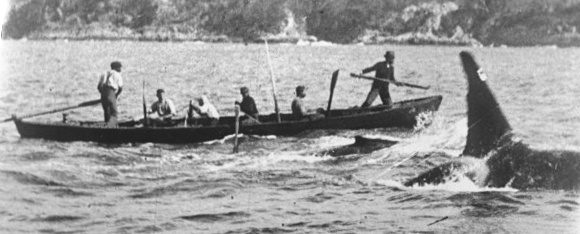
A orca conhecida como Old Tom nada junto de uma baleeira, em direção a uma cria de baleia. O barco está equipado com um arpão (não vísivel).

As orcas de Eden, Austrália, eram um grupo de orcas (Orcinus orca) conhecidas pela sua cooperação com humanos que se dedicavam à caça à baleia. Eram vistas junto ao porto de Eden no sueste da Austrália entre 1840 e 1930. O grupo de orcas, que incluia entre elas um macho conhecido como Old Tom, ajudava os baleeiros a caçarem baleias - as orcas procuravam as baleias, forçavam-nas a ir para a Baía de Twofolfd e depois alertavam os baleeiros para a sua presença, e muitas vezes ajudavam-nos a matar as baleias. Em troca, os baleeiros deixavam-nas comer a língua e os lábios das baleias antes de as içaram para os barcos, sendo um raro exemplo de mutualismo entre humanos e orcas.